# Rishaschia amrishi
Rishaschia amrishi är en spindelart som beskrevs av Dewanand Makhan 2006. Rishaschia amrishi ingår i släktet Rishaschia och familjen hoppspindlar. Inga underarter finns listade i Catalogue of Life.